# هنري غراي (موسيقي)
هنري غراي (بالإنجليزية: Henry Gray)‏ هو موسيقي وعازف بيانو أمريكي، ولد في 19 يناير 1925 في كينير في الولايات المتحدة.

## وصلات خارجية
- هنري غراي على موقع IMDb (الإنجليزية)
- هنري غراي على موقع ميوزك برينز (الإنجليزية)
- هنري غراي على موقع ميوزك برينز (الإنجليزية)
- هنري غراي على موقع أول ميوزيك (الإنجليزية)
- هنري غراي على موقع ديسكوغز (الإنجليزية)